# Saint-Germer-de-Fly
Saint-Germer-de-Fly è un comune francese di 1 794 abitanti situato nel dipartimento dell'Oise della regione dell'Alta Francia.
Vi sorge l'abbazia di Saint-Germer-de-Fly, dedicata a san Germerio di Fly.

## Società

### Evoluzione demografica
Abitanti censiti